# 세하두쥐속
세하두쥐속(Thalpomys)은 비단털쥐과 목화쥐아과에 속하는 설치류 속의 하나이다. 두 종이 알려져 있으며, 브라질 중부의 세하두 열대 사바나 생태지역에서 발견된다.

## 특징
꼬리 길이 38~70mm를 제외한 몸길이가 83~109mm인 작은 설치류로 몸무게는 최대 40g이다.

## 하위 종
- 세하두쥐 (Thalpomys cerradensis)
- 털귀세하두쥐 (Thalpomys lasiotis)